# Néohespéridine dihydrochalcone
La néohespéridine dihydrochalcone, ou NHDC, est un édulcorant intense artificiel (E959) au pouvoir sucrant élevé (1 500-1 800 fois le pouvoir sucrant molaire du saccharose).

## Origine
La NHDC a été préparée pour la première fois en 1963 par Horowitz et Gentili aux États-Unis dans le cadre de recherche pour réduire l'amertume des jus de citrus. Elle est issue de l'hydrogénation de la néohespéridine, un hétéroside amer présent dans la peau des citrus (Citrus aurantium).

## Propriétés

### Structure chimique
La néohespéridine dihydrochalcone est un hétéroside, composé de 2 oses (un glucose et un mannose) attaché à un polyphénol (une dihydrochalcone). Bien qu'elle soit un composé artificiel, d'autres dihydrochalcones de structure similaire ont été découvertes dans la nature : la phloridzine, la glyciphylline et la trilobatine dans Symplocos microcaly, Smilax glyciphylla et Symplocos paniculata respectivement,.

### Stabilité
La néohespéridine dihydrochalcone est stable aux pH compris entre 2 et 6 à température ambiante dans des solutions modèles. L'hydrolyse partielle est détectable à pH bas (2,4) après 60 minutes à température élevée (100 °C). Cependant, dans des applications alimentaires elle reste stable.

### Pouvoir édulcorant
L'hydrogénation donne une substance au goût sucré intense de 1500 à 1800 fois plus sucré que le saccharose (à masse égale) quand comparé au seuil de détection. Le pouvoir sucrant de la NHDC diminue à plus haute concentration vers les 340 fois plus intense.
Comme les autres hétérosides très sucrés, comme l'acide glycyrrhizique et les stéviosides, le goût sucré de la NHDC n'est pas immédiat en bouche, il perdure et possède un léger arrière-goût métallique de réglisse.
La NHDC a l'avantage d'être stable à haute température et à bas pH ce qui n'est pas le cas de l'aspartame.

## Utilisations
En 1994, l'union européenne a approuvé l'usage de la NHDC comme additif alimentaire (numéro E959) pour édulcorer les aliments :
- Boissons de 10 à 50 mg·l-1
- Desserts et produits similaires max 50 mg·l-1
- Confiseries et autres de 10 à 50 mg·l-1

Elle n'est pas autorisée aux États-Unis et n'est pas reconnue GRAS, mais possède un numéro fema : 3811.
La NHDC est utilisée à 1–3 ppm pour masquer l'amertume, comme exhausteur de goût entre  4–10 ppm et comme édulcorant entre 15–20 ppm.

## Synthèse
La NHDC est synthétisée soit à partir de la néohespéridine, extraite de la peau de l'orange amère, soit à partir de la naringine, extraite de la peau du pamplemousse.

### Via la néohespéridine
La synthèse se passe en deux temps. La première réaction est un clivage du cycle pyranique de la néohespéridine par l'action de la soude (NaOH) donnant la néohespéridine chalcone (composé au goût sucré). La deuxième réaction est l'hydrogénation catalytique de la chalcone en présence de dihydrogène et de palladium. Après réaction, la solution est neutralisée par de l'acide chlorhydrique puis la néohespéridine dihydrochalcone précipitée est filtrée et rincée.

### Via la naringine
La synthèse consiste à d'abord produire la néohespéridine à partir de la naringine, ensuite à transformer cette dernière par clivage et hydrogénation catalytique, suivant le procédé décrit ci-dessus.